# Ясень-Бжески
Ясень-Бжески (пол. Jasień Brzeski) — остановочный пункт в селе Ясень в гмине Бжеско, в Малопольском воеводстве Польши. Имеет 2 платформы и 2 пути.
Остановочный пункт на ведущей к польско-украинской границе железнодорожной линии Краков-Главный — Медыка.